# Дерябін Степан Андрійович
Степан Андрійович Дерябін (28 жовтня (10 листопада) 1906 , Дерябіно (Верхотурський міський округ), Пермська губернія  — 20 лютого 1993 , Москва ) — радянський діяч, секретар ЦК КП Естонії. Член Бюро ЦК КП Естонії в 1951—1952 роках. Депутат Верховної ради РРФСР 2—3-го скликань.

## Життєпис
Народився 10 листопада 1906 в селянській родині у селі Дерябіно Меркушинської волості Верхотурського повіту Пермської губернії, тепер Верхотурський міський округ, Свердловська область, Російська Федерація. 
З дитинства працював у своєму господарстві, був лісорубом за наймом. Вступив до комсомолу, очолював комсомольський осередок. До 1926 року — секретар сільського комітету Спілки робітників землі і лісу.
У 1926 році вступив до Нижньо-Тагільської школи радянського та партійного будівництва. Член ВКП(б) з 1927 року.
У 1928 році працював завідувачем хати-читальні та секретарем комсомольського осередку в селі Дерябіно Уральської області.
У 1928—1929 роках — завідувач культурно-пропагандистського відділу Верхотурського районного комітету ВЛКСМ Уральської області.
У 1929—1930 роках — відповідальний секретар Петрокам'янського районного комітету ВЛКСМ; відповідальний секретар Макушинського районного комітету ВЛКСМ Уральської області.
У 1930—1931 роках — завідувач сільськогосподарського сектору Уральського обласного комітету ВЛКСМ.
У 1931—1933 роках — директор молодіжного дослідно-зразкового радгоспу «Більшовик» села Карачельське Шумихинського району Уральської області.
У 1933—1935 роках — директор зернорадгоспу «Білозерський» Білозерського району Свердловської області.
З вересня 1935 по серпень 1938 року — студент Всесоюзної академії соціалістичного землеробства.
У жовтні 1938 — 1940 року — директор радгоспу «Магнітний» Челябінської області.
До серпня 1940 року — заступник завідувача, із серпня 1940 по лютий 1943 року — завідувач сільськогосподарського відділу Челябінського обласного комітету ВКП(б).
У лютому 1943 — листопаді 1947 року — 2-й секретар Курганського обласного комітету ВКП(б).
У листопаді 1947 — березні 1948 року — 3-й секретар Вологодського обласного комітету ВКП(б).
31 березня 1948 — червень 1951 року — 2-й секретар Вологодського обласного комітету ВКП(б).
14 квітня 1951 — 16 вересня 1952 року — секретар ЦК КП(б) Естонії.
У грудні 1953 — 1954 року — завідувач сільськогосподарського відділу Татарського обласного комітету КПРС.
У 1954 — грудні 1959 року — завідувач сільськогосподарського відділу Томського обласного комітету КПРС; секретар Томського обласного комітету КПРС.
У грудні 1959 — 1961 року — начальник Управління радгоспів Міністерства сільського господарства РРФСР.
У 1962—1965 роках — начальник Головного виробничого управління Уральського регіону Міністерства заготівель та виробництва сільськогосподарських продуктів РРФСР.
У 1965—1968 роках — начальник Головного виробничого управління Уралу та Західного Сибіру Міністерства сільського господарства РРФСР.
З травня 1968 року — на пенсії.
У 1968—1973 роках — науковий співробітник Всесоюзного інституту науково-технічної інформації із сільського господарства.
Потім — персональний пенсіонер. Помер 20 лютого 1993 року в Москві.

## Звання
- майор

## Нагороди і відзнаки
- орден Вітчизняної війни ІІ ст.
- орден «Знак Пошани» (11.03.1942)
- медаль «За перемогу над Німеччиною у Великій Вітчизняній війні 1941—1945 рр.»
- медалі